# Ахмеров, Хасан Нуриевич
Хасан Нуриевич Ахмеров (баш. Хәсән Нурый улы Әхмәров; 1866 — не ранее 1920) — военный деятель, участник Гражданской войны в России и Башкирского национального движения.

## Биография
Ахмеров Хасан Нуриевич родился в 1866 году в городе Оренбурге.
Окончил Неплюевский кадетский корпус в Оренбурге, а затем — военное училище.
После служил в русской армии. Получил звание полковника. Участвовал в Первой мировой войне до 1917 года.
С 1918 года работал представителем (уполномоченным) Башкирского Правительства в Усерганском кантоне.
С 1919 года — заместитель представителя по военной части Башкирского военно-революционного комитета при штабе Южной группы армий Восточного фронта Рабоче-крестьянской Красной Армии.
В 1919—1920 гг. служил в рядах Красной Армии. Являлся командующим 49-го Сибирского стрелкового полка. Назначен помощником начальника отдела снабжения народного комиссариата по военным делам Автономной Башкирской Советской Республики.
С июня 1919 года находился в городе Белебей, где руководил формированием частей Башкирской отдельной стрелковой бригады РККА. А с августа того же года был назначен командиром Башкирской отдельной стрелковой бригады.
В октябре—ноябре 1919 года принимал участие в обороне Петрограда. Участвовал в разгроме Северо-Западной армии белых, под командованием генерала Н. Н. Юденича.
С февраля по октябрь 1920 года — начальник Управления запасных войск Автономной Башкирской Советской Республики. В то же время Ахмеров Хасан Нуриевич руководил организацией и отправкой на фронт башкирских частей.
Дальнейшая его судьба неизвестна.